# Кира Муратова
Кира Георгиевна Муратова (рус. Кира Георгиевна Муратова; рођена Короткова, 5. новембар 1934 – 6. јун 2018) била је совјетско - украјинска  награђивана филмска редитељка, сценариста и глумица румунско/јеврејског порекла, позната по њеном необичаном редитељском стилу. Филмови  Муратове били су подвргнути великој цензури у Совјетском Савезу, али је Муратова ипак успела да се појави као једна од водећих личности у савременој руској кинематографији и успела је да изгради веома успешну филмску каријеру од 1960 их па надаље. Муратова се, заједно са Никитом Михалковим, Вадимом Абдрашитовом, Александром Сокуровим, Алексејем Германом и Алексејем Балабановим, сматра се водећим руским режисерима који су преживели распад СССР а, али су успели да продуктивно наставе свој филмски рад од раних 1990 их па надаље.
Њен рад је описан као вероватно 'један од најизразитијих и најнеобичнијих опуса у стварању света у кинематографији.
Муратова је већи део своје уметничке каријере провела у Одеси, стварајући већину својих филмова у Одесском филмском студију.

## Биографија

### Рани живот и каријера
Кира Короткова је рођена 1934. у Сороки у Румунији (данашња Молдавија ) од оца Руса  и мајке Румунке (бесарабске Јеврејке). Њени родитељи су били и активни комунисти и чланови Комунистичке партије. Њен отац, Јуриј Коротков, учествовао је у антифашистичком герилском покрету у Другом светском рату, ухапсиле су га румунске снаге и стрељале након испитивања. После рата, Кира је живела у Букурешту са својом мајком, гинекологом, која је потом наставила каријера у влади у Социјалистичкој Румунији.
Године 1959. Кира је дипломирала на Герасимовском институту за кинематографију у Москви, специјализирала режију. По дипломирању Короткова је добила место режисера у Одесском филмском студију у Одеси, лучком граду на Црном мору у близини њене родне Бесарабије. Режирала је свој први професионални филм 1961. године и радила у студију све док је професионални сукоб није натерао да се пресели у Лењинград 1978. године. Тамо је снимила један филм у студију Ленфилм, али се након тога вратила у Одесу. Муратовини филмови су били под сталним критикама совјетских званичника због њеног идиосинкратичног филмског језика који није био у складу са нормама социјалистичког реализма . Филмски научник Иса Виллнгер упоредио је Муратову кинематографску форму са совјетском авангардом, посебно са Ајзенштајновом монтажом атракција. Муратова је неколико пута добијала забрану да ради као директор сваки пут на неколико година.
Кира се почетком шездесетих удала за свог колегу директора студија у Одеси Александра Муратова и заједно с њим створила неколико филмова. Муратови су имали ћерку Маријану, али су се убрзо развели и Муратов се преселио у Кијев где је почео да ради са филмским студијом Довженко. Кира Муратова је задржала презиме свог бившег мужа упркос каснијем браку са лењинградским сликаром и сценографом Јевгенијем Голубенком.

### Пост-совјетски период
Деведесетих почиње изузетно продуктиван период за Муратову, током којег је сваке две или три године снимала играни филм, често радећи са истим глумцима и екипом. Њено дело Астенични синдром (1989) описано је као „апсурдистичко ремек-дело“ и био је једини филм који је забрањен (због мушке и женске голотиње) током перестројке Совјетског Савеза. Њени други филмови објављени у овом периоду укључују, на пример, Сентиментални полицајац (1992), Страсти (1994), Три приче (1997) и кратки филм (1999) Писмо Америци. 
Две глумице које је Муратова више пута глумила су Рената Литвинова и Наталија Бузко. филмови Муратове  су обично били у продукција Украјине или копродукције између Украјине и Русије, увек на руском језику, иако је Муратова могла да говори украјински и није се противила украјинизацији украјинске кинематографије.  Муратова је подржала демонстранте Евромајдана и наредну украјинску револуцију 2014 .
Филмови Муратове су премијерно приказани на међународним филмским фестивалима у Берлину (1990, 1997), Кану, Москви, Риму, Венецији и др.
Поред Александра Сокурова, Муратова се сматрала најидиосинкратичнијим савременим филмским редитељем на руском језику. Њена дела се могу посматрати као постмодерна, која користи еклектицизам, пародију, дисконтинуирано уређивање, поремећену нарацију и интензивне визуелне и звучне стимулације, а њен „горки хумор који одражава насилно, без љубави, морално празно друштво. У свом филму, Три приче, она истражује 'зло је скривено у прелепој... невиној шкољки, а лешеви чине део декорације.'  Обожавала је Сергеја Парајанова и њен фокус на 'орнаментализам' је упоређен са његовим, а такође је била и антиреалистична, са 'понављањем дајући облик свим могућностима', са њеним последњим филмом, Вечни повратак ефективно о самом биоскопу који је недовршен, то је скоро као да се 'калем биоскопа стално навлачи и петља, навлачи и заплиће'.

### Признања и награде
Тек током Перестројке Муратова је добила широко јавно признање и прве награде. 1988. године, Међународни фестивал женског филма Кретеј (Француска) приказао је прву ретроспективу њених радова. Њен филм Међу сивим камењем приказан је у секцији У неком погледу на Филмском фестивалу у Кану 1988. године .
Године 1990. њен филм Астенични синдром освојио је  Велику награду жирија Сребрног медведа на Берлиналу . Године 1994. награђена је Леопардом части за животно дело на Међународном филмском фестивалу у Локарну (Швајцарска), а 2000. године додељена јој је награда слободе Анджеј Вајда. Године 1997. њен филм Три приче уврштен је на 47. Берлински међународни филмски фестивал .
Њен филм Чеховљеви мотиви из 2002. године уврштен је на 24 ом Московском међународном филмском фестивалу. Њен филм Тхе Тунер приказан је на Венецијанском филмском фестивалу 2004. године. Њени филмови су добили руску награду „Ника” 1991, 1995, 2005, 2007, 2009. и 2013. године. Године 2005. ретроспектива је приказана у Линколн центру у Њујорку. 2013. године, пуна ретроспектива њених филмова приказана је на Међународном филмском фестивалу у Ротердаму.
- Орден кнеза Јарослава Мудрог
- Орден пријатељства
- Народни уметник Украјине
- Национална награда Шевченко 1993

Њен рад је грешком „у великој мери занемарен“ на курсевима филмских студија или у дискусијама о „највећим филмским ствараоцима свих времена“, према недавној филмској критичарки Бјанки Гарнер.

## Филмографија
| Година | Наслов (Оригинал)         | Наслов (Српски)                   | Режисер | Писац | Глумица                | Напомене                                                                           |
| ------ | ------------------------- | --------------------------------- | ------- | ----- | ---------------------- | ---------------------------------------------------------------------------------- |
| 1961   | У Крутого Яра             | Поред стрме јаруге                | Да      | Да    |                        | Са Александром Муратовом                                                           |
| 1964   | Наш честный хлеб          | Наш поштени хлеб                  | Да      |       | као Агапа              | Са Александром Муратовом                                                           |
| 1967   | Короткие встречи          | Кратки сусрети                    | Да      | Да    | као Валентина Ивановна |                                                                                    |
| 1971   | Долгие проводы            | Дуги растанак                     | Да      |       |                        |                                                                                    |
| 1972   | Россия                    | Русија                            |         |       |                        | Документарни филм; са Теодором Холкомбом                                           |
| 1978   | Познавая белый свет       | Упознавање великог, широког света | Да      | Да    |                        |                                                                                    |
| 1983   | Среди серых камней        | Међу сивим камењем                | Да      |       |                        | Муратова га се одрекла након велике политичке цензуре (приписано „Ивану Сидорову“) |
| 1987   | Перемена участи           | Промена судбине                   | Да      | Да    |                        |                                                                                    |
| 1989   | Астенический синдром      | Астенијски синдром                | Да      | Да    |                        |                                                                                    |
| 1992   | Чувствительный милиционер | Сентиментални полицајац           | Да      | Да    |                        |                                                                                    |
| 1994   | Увлеченья                 | Страсти                           | Да      |       |                        |                                                                                    |
| 1997   | Три истории               | три приче                         | Да      |       |                        |                                                                                    |
| 1999   | Письмо в Америку          | Писмо Америци                     | Да      |       |                        | Кратки                                                                             |
| 2001   | Второстепенные люди       | Малолетни људи                    | Да      | Да    |                        |                                                                                    |
| 2002   | Чеховские мотивы          | Мотива Чехова                     | Да      | Да    |                        |                                                                                    |
| 2004   | Настройщик                | Тунер                             | Да      | Да    |                        |                                                                                    |
| 2005   | Справка                   | Сведочанство                      | Да      |       |                        | Кратки                                                                             |
| Кратки | Кукла                     | Лутка                             | Да      |       |                        | Кратки                                                                             |
| 2007   | Два в одном               | Два у један                       | Да      |       |                        |                                                                                    |
| 2009   | Мелодия для шарманки      | Мелодија за уличне оргуље         | Да      | Да    |                        |                                                                                    |
| 2012   | Вечное возвращение        | Вечни повратак                    | Да      | Да    |                        |                                                                                    |

## Књиге
На иницијативу покровитеља уметности Јурија Комелкова, Атлант УМЦ је објавио албум о стваралаштву Кире Муратове. У овом албуму, аутор фотографија, Константин Донин, ограничио се на кадрове филмског сета, глумећи филмског репортера филма Два у једном .
ИБ Таурис је 2005. године објавио студију о животу и делу Муратове у серији КИНО фајлови Филмски ствараоци Серија пратилаца.

## Види Још
- Списак жена редитеља
- Женски биоскоп
- руски биоскоп
- Биоскоп Украјине